# John Elliot Burns

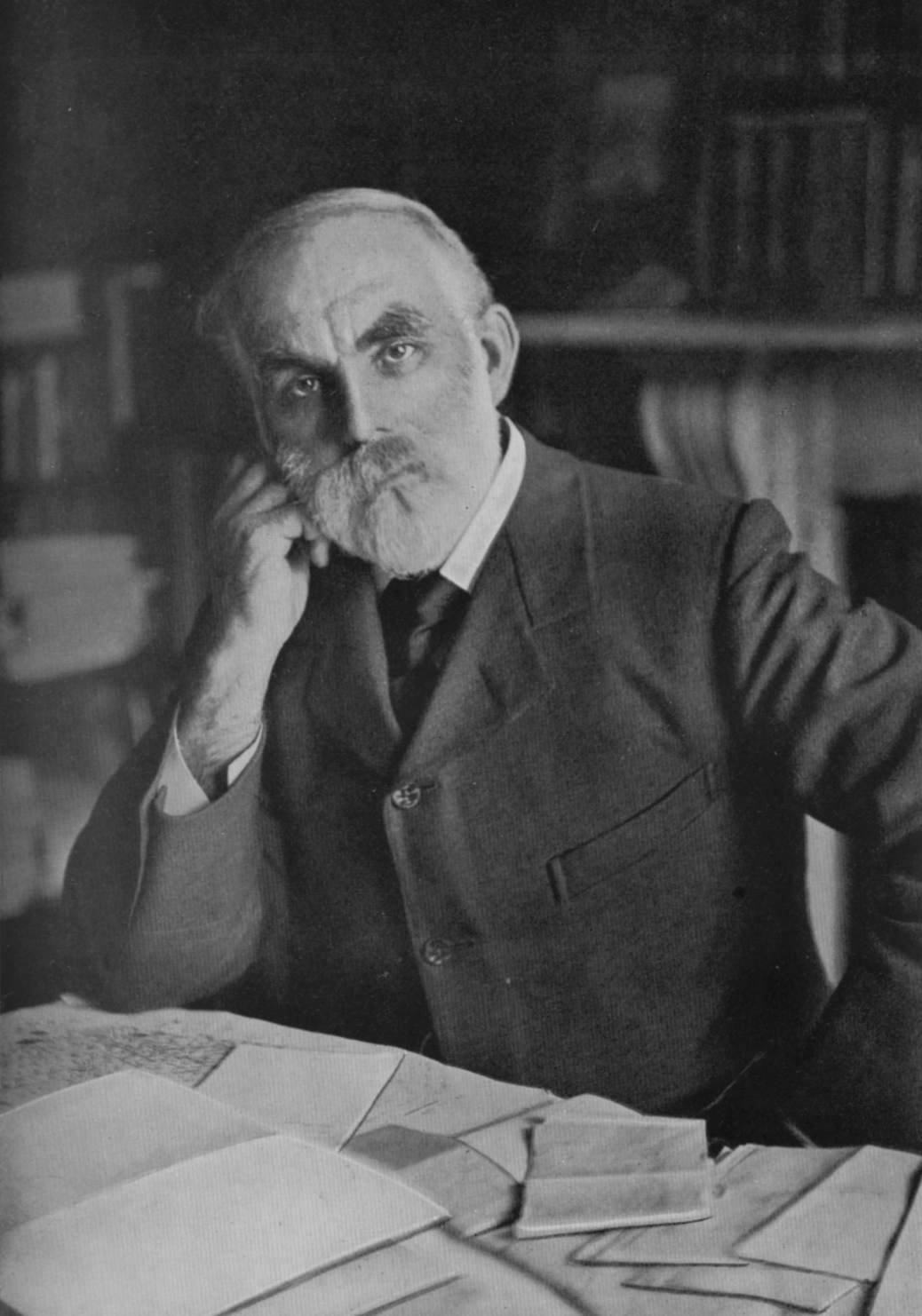
John Burns (1911)

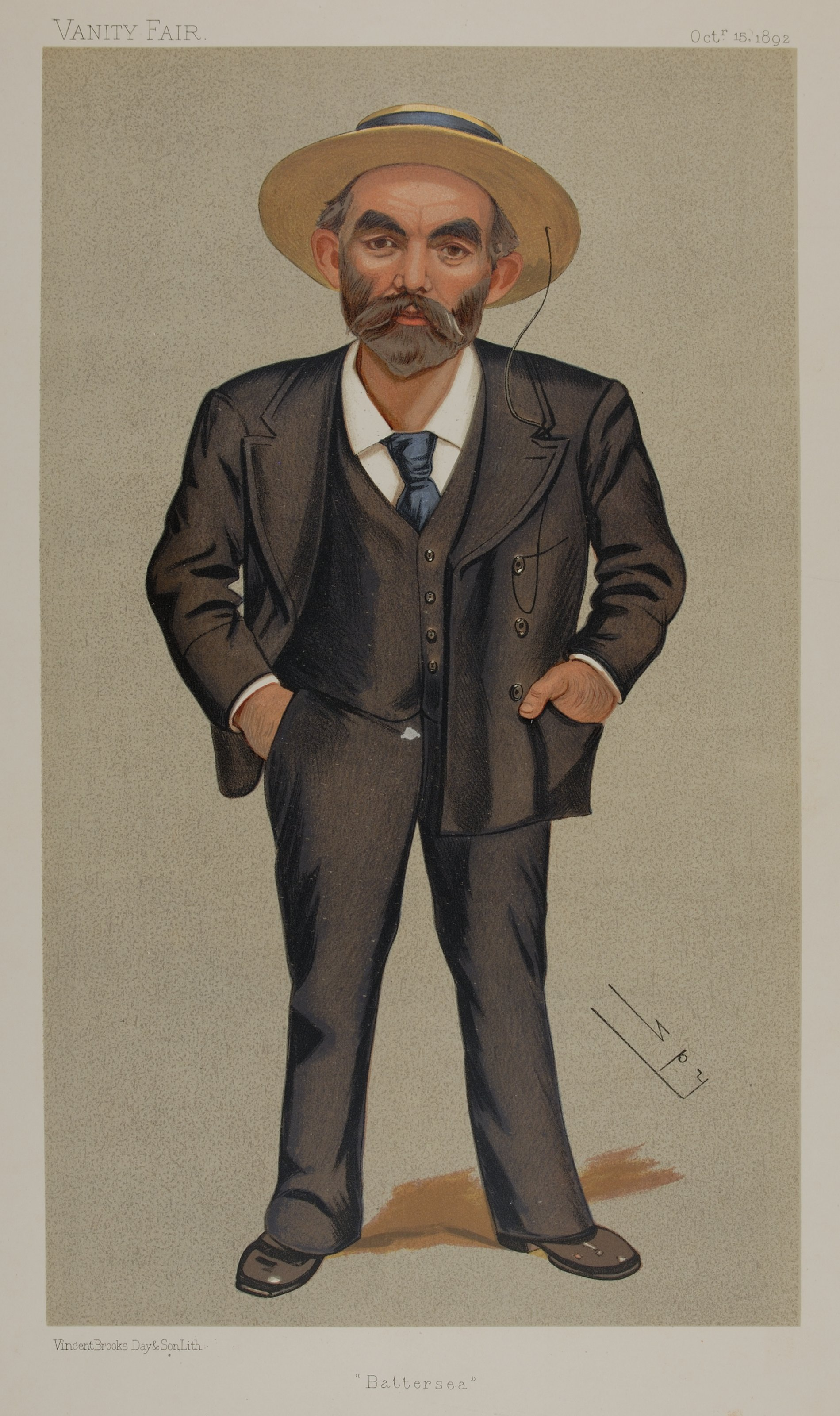
Karikatur von Leslie Ward in Vanity Fair (Oktober 1892)

John Elliot Burns (* 20. Oktober 1858 in London; † 24. Januar 1943 ebenda) war ein britischer Politiker.

## Leben
Burns wurde in eine vielköpfige Arbeiterfamilie geboren. Aufgrund der Herkunft des Vaters aus Ayrshire vermutete er eine Verwandtschaft mit dem Dichter Robert Burns. Als Zehnjähriger musste er den Schulbesuch beenden und als ungelernter Arbeiter in einer Kerzenfabrik zum Familienunterhalt beitragen. Er machte dann eine Lehre als Mechaniker und arbeitete sich zum Maschinenführer hoch. Als Zwanzigjähriger arbeitete er für ein Jahr in Westafrika und konnte daher später im Parlament aus eigener Anschauung zu Fragen der afrikanischen Kolonien Stellung beziehen. In der Zeit der wirtschaftlichen Depression seit 1873 wurde er Gewerkschafter und wortgewaltiger Versammlungsredner. 1880 heiratete er Charlotte Gale aus Battersea. Er veröffentlichte 1884 ein Manifest bei der Fabian Society. Er trat 1885 der 1881 gegründeten Social Democratic Federation bei, für die er bei den Wahlen 1885 im Wahlbezirk Nottingham erfolglos für das Unterhaus kandidierte. Er wurde zum ersten Mal 1878 bei einer Gewerkschaftsdemonstration festgenommen, erneut 1886, und nach dem „Blutigen Sonntag“ in London 1887 trotz der Verteidigung durch Herbert Asquith 1888 zu sechs Monaten Gefängnis verurteilt. Beim Hafenarbeiterstreik in London 1889 war er einer der Anführer. 1889 wurde er in den London County Council gewählt und setzte sich für Mindestlöhne bei öffentlichen Aufträgen ein.
Burns wurde 1892 im Wahlbezirk Battersea als Kandidat der Liberalen Partei in das House of Commons gewählt. Sein Unterhausmandat verteidigte er bei den folgenden Wahlen 1895, 1900, 1906 und 1910. Burns engagierte sich für den Achtstundentag, für das allgemeine Wahlrecht und gegen den Zweiten Burenkrieg. Burns war Abstinenzler. Seine Kritik am Burenkrieg war deutlich antisemitisch geprägt, so erklärte er am 6. Februar 1900 vor dem House of Commons: „Wherever we examine there is the financial Jew operating, directing, inspiring the agencies that had led to this war.“
Premierminister Henry Campbell-Bannerman ernannte ihn 1905 zum Präsidenten des Local Government Board. In diesem Ministeramt wurde er 1905 auch Mitglied im Privy Council.
Als Kriegsgegner trat er ebenso wie John Morley nach Kriegsausbruch 1914 von seinem Ministeramt zurück und beendete 1918 auch seine Tätigkeit als Abgeordneter. Fortan erschien er auch nicht mehr in der Öffentlichkeit.
Ein Teil seiner umfangreichen Privatbibliothek ging an die Bibliothek der University of London, und die öffentlichen Archive ein anderer Teil wurde 1943 bei Sotheby’s versteigert. In seinem Nachlass befand sich auch ein ledernes Zigarrenetui mit der Aufschrift „CARLSBAD“, dass Karl Marx Engels von seiner Kur als Geschenk mitgebracht hatte. Friedrich Engels schenkte dieses Etui um 1890 John Burns, der dieses Geschenk 1943 an Yvonne Kapp weitergab.

## Schriften (Auswahl)
- A manifesto. Fabian tract, No. 2, Fabian Society, London 1884
- Judas Iscariot! John Burns’s verdict on himself. In: John Bull, 23. März 1907, Separatdruck Twentieth century Press, London 1907, 23 Seiten